# Consultant en immigration
Un consultant en immigration est une personne qui fournit des conseils juridiques et de la documentation à des candidats à l'immigration afin d'augmenter les chances de réussite du processus d'immigration, que ce soit à des fins d'études, de travail, de voyage ou d'affaires.

## Historique
Les consultants en immigration ont commencé leurs activités dans les années 1960 lorsqu'un grand nombre de personnes qualifiées a commencé à migrer d'Asie et d'Amérique latine vers les États-Unis, le Canada et l'Europe. Généralement, ces pays développés ont besoin de professionnels hautement qualifiés et ont donc des règles très strictes et compliquées pour l'immigration et le traitement des visas. [réf. souhaitée].

## Niveau d'expertise juridique
Les consultants en immigration peuvent avoir ou non une expertise juridique sur les lois sur l'immigration et sur les procédures d'obtention de différents types de visas. Les consultants en immigration n'ont pas à être avocats dans la plupart des pays. Pourtant, des pressions ont déjà été exercées dans certains endroits tels que la Colombie-Britannique pour les obliger à devenir avocat, sans que cela n'aboutisse en raison d'un problème de conflit de lois avec l'ordre fédéral. Néanmoins, le titre de consultant en immigration est réglementé dans plusieurs ressorts législatifs pour assurer que les consultants aient une bonne connaissance des lois.

## Droit par pays

### Australie
En Australie, l'Autorité d'enregistrement des agents de migration (Migration Agents Registration Authority) réglemente les consultants en immigration.

### Canada
Au Canada, l'autorité réglementaire des consultants en immigration est le Collège des consultants en immigration et en citoyenneté. Cet organisme a été établi en vertu de la Loi sur le Collège des consultants en immigration et en citoyenneté  de 2019. 

#### Québec
Au Québec, une personne doit être inscrite au Collège des consultants réglementé en immigration Canadienne CCIC, reconnue par le Ministère de l'Immigration, de la Francisation et de l'Intégration, et inscrite au Registre québécois des consultants en immigration.).  

### États-Unis
Aux États-Unis, les consultants en immigration ne sont pas tenus d'avoir une formation en droit de l'immigration et ne sont pas autorisés à répondre même aux questions juridiques les plus élémentaires en matière d'immigration. Agir ainsi constituerait un exercice illégal du droit.
Pour cette raison, de nombreuses organisations, dont le Central America Resource Center, recommandent à toutes les personnes cherchant une assistance en matière d'immigration d'éviter complètement les consultants en immigration et, à la place, de demander des conseils juridiques à un avocat membre d'un Barreau.